# Calceolaria fothergillii
Calceolaria fothergillii là một loài thực vật có hoa trong họ Calceolariaceae. Loài này được Aiton mô tả khoa học đầu tiên năm 1789.